# 青木和義
青木 和義（あおき かずよし、1973年10月3日 - ）は、日本の学校教員。鹿児島県出水郡野田町（現・出水市）出身の元プロ野球選手（外野手）。2002 - 2004年の登録名は「カズ」。

## 来歴・人物
出水中央高時代は、甲子園出場経験はなかった。
一浪後、九産大へ入学。福岡六大学リーグでは1年秋に新人賞、4試合連続本塁打や2回の本塁打王など、4年間でリーグ記録の通算22本塁打を記録。ベストナイン2回。
リーグでは同学年の外野手に柴原洋がいた九州共立大学が強く、全国大会へは出場できなかった。
1996年のドラフト会議で西武ライオンズに6位指名を受け入団するも、一軍出場がないまま2004年限りで戦力外通告を受ける。その後12球団合同トライアウトに参加するが獲得する球団がなく引退。
2009年4月より、母校・出水中央高の教諭となって野球部監督に就任。以降は野球部長となった。

## 詳細情報

### 年度別打撃成績
- 一軍公式戦出場なし

### 背番号
- 25 （1997年 - 2000年）
- 65 （2001年 - 2004年）

### 登録名
- 青木 和義 （あおき かずよし、1997年 - 2001年）
- カズ （2002年 - 2004年）